# Concerto for Group and Orchestra
Concerto for Group and Orchestra es un álbum en directo de la banda británica de hard rock Deep Purple, lanzado en diciembre de 1969.
El grupo fue acompañado para la ocasión por la Orquesta Filarmónica Real dirigida por Malcolm Arnold. El concierto fue compuesto por el tecladista de la banda, Jon Lord, con letras de Ian Gillan, en 1969, y grabado en el Royal Albert Hall de Londres, en septiembre de ese año. Fue reeditado en DVD en 2003.
El concierto está dividido en tres movimientos. En el primero, la orquesta entra con una larga introducción que da paso a la interpretación del grupo y de la orquesta en bloques separados. Ya en el segundo movimiento aparece la voz de Ian Gillan, y el grupo y la orquesta tocan a la vez. En el tercer movimiento, que comienza con un solo de batería de Ian Paice, la interacción entre la orquesta y el grupo se hace más evidente.
Concerto for Group and Orchestra fue interpretado sólo dos veces entre 1969 y 1970, para permanecer treinta años sin ser interpretado nuevamente por la banda.
En 1999 el concierto fue interpretado de nuevo en el Royal Albert Hall londinense. Esta actuación ha sido repetida varias veces en la década siguiente.

## Antecedentes
Jon Lord, el tecladista de Deep Purple, llevaba años planeando este concierto en mente, sin embargo, nunca había podido debido a lo costoso que sería, además de que sus proyectos anteriores a Deep Purple, como The Artwoods, The Flower Pot Men, etcétera, no contaban con el virtuosismo suficiente como para poder interpretar una pieza clásica.
No fue sino hasta que se integró a Deep Purple cuando pudo por fin, con la ayuda de los virtuosos de Ritchie Blackmore e Ian Paice que pudo desarrollar este concierto. Cabe destacar que antes del estreno del concierto ocurrió un cambio en la alineación del grupo, con la salida de los miembros Rod Evans y Nick Simper por Ian Gillan y Roger Glover. 
Los temas Anthem, del álbum The Book of Taliesyn, y April, del álbum Deep Purple III, incorporaban fragmentos de música clásica, pero esta última fue la que sentó las bases para el desarrollo del concierto.
El álbum Deep Purple in Rock, que se estaba grabando al mismo tiempo, tuvo que posponer sus grabaciones para que le cupiera espacio al desarrollo del concierto.

## Movimientos
• 1.	"First Movement: Moderato — Allegro"
• 2.	"Second Movement: Andante" 
• 3.	"Third Movement: Vivace — Presto"
El concierto solo fue interpretado con su partitura original en dos ocasiones, en 1969 en el ya mencionado Royal Albert Hall el 24 de septiembre de 1969 y una segunda en  el Hollywood Bowl de Los Ángeles, Estados Unidos, el 25 de agosto de 1970, tras lo cual la partitura se perdió. Por años permaneció perdida, hasta que en 1999 se pudo crear una nueva. 

## Versión de estudio (2012)
En octubre de 2012 se lanzó la versión de estudio del Concerto for Group and Orchestra. La grabación cuenta con la Royal Liverpool Philharmonic Orchestra la cual fue dirigida por Paul Mann. Los solistas son Jon Lord (órgano), Darin Vasilev (guitarra en el First Movement), Joe Bonamassa (guitarra en el Second Movement), Steve Morse (guitarra en el Third Movement), Steve Balsamo, Kasia Laska, Bruce Dickinson (voz), Brett Morgan (batería) y Guy Pratt (bajo). Las partes orquestales se registraron en la Philharmonic Hall de Liverpool, Reino Unido, el 1 y el 2 de junio de 2011. Las partes de la banda fueron grabadas en agosto y octubre de 2011 y también en mayo de 2012. El álbum fue mezclado en los estudios Abbey Road a fines de mayo de 2012. Según Paul Mann, Jon Lord logró escuchar el máster final de la grabación unos pocos días antes de su muerte el 16 de julio de 2012.

## Personal de la grabación original (1969)
- Jon Lord - Teclados
- Ian Gillan - Voz
- Ian Paice - Batería
- Ritchie Blackmore - Guitarra
- Roger Glover - Bajo
- Orquesta Filarmónica Real - Acompañamiento orquestal
- Malcolm Arnold - Director